# Henri Benoît
Henri Charles Benoît, né le 11 juillet 1921 à Montpellier et mort le 23 mars 2009 à Strasbourg, est un chimiste français spécialisé dans les macromolécules.

## Biographie

### Origine et famille
Il est le fils du professeur de théologie protestante Jean-Daniel Benoît. Par Lucie Friedel, l'épouse de son grand-père le professeur de théologie Henri Bois, il descend du chimiste Charles Friedel.
Marié avec Marie-Thérèse Bigand, il a 3 enfants, dont le physicien Alain Benoit et la mathématicienne Nicole Benoit.

### Carrière académique
Il est diplômé de l'École normale supérieure  en 1945. Il entre alors au laboratoire du professeur Charles Sadron de l'Université de Strasbourg, où il fait toute sa carrière : Maître de conférences en 1949, docteur d'Etat en 1950, sous-directeur du laboratoire en 1952, professeur titulaire en 1956, directeur du laboratoire Centre de recherches sur les macromolécules (1967-1978), directeur de l’U.E.R. des sciences physiques et chimiques de l'Université en 1981.

## Domaines de recherche
Il a étudié, avec le concours de divers étudiants, « la statistique des chaînes, la thermodynamique des solutions, la diffusion du rayonnement, la chromatographie d’exclusion stérique ».
Il est le co-auteur, avec Julia Higgins, de l'ouvrage Polymers and neutron scattering (1994).

## Distinctions
- Officier de la Légion d’honneur (1978)[4]
- Commandeur de l’ordre national du Mérite
- Commandeur des Palmes académiques
- Membre correspondant de l’Académie des Sciences, 1983[3]
- Président de la division de chimie macromoléculaire de l’Union internationale de chimie pure et appliquée (1971-75)[4]
- Prix Félix-Robin de la Société française de physique (1978)
- Polymer Physics Prize de l’American Physical Society (1978)
- Membre du Comité national de la recherche scientifique et technique (1967-1975) et président de la section de chimie physique des polymères et systèmes biologiques (1971-1975)[2]
- Prix Gay-Lussac Humboldt (1986)
- Médaille d'or de l'Académie tchèque des sciences
- Médaille d'argent du CNRS (1961)
- Docteur honoris causa des universités d’Upsala, Aberdeen et Polytechnique de Łódź[2]
- Il y a un Amphithéâtre Henri Benoît à l'Institut Charles-Sadron du CNRS à Strasbourg